# Distrito de Ialoveni
El distrito de Ialoveni es uno de los raion en el sur de Moldavia. 
Su centro administrativo (Oraş-reşedinţă) es la ciudad de Ialoveni. El 1 de enero de 2005 tenía una población de 97.800 habitantes.

## Subdivisiones
Comprende la ciudad de Ialoveni y las siguientes comunas:
- Bardar
- Cărbuna
- Cigîrleni
- Costești
- Gangura
- Dănceni
- Hansca
- Horeşti
- Horodca
- Malcoci
- Mileştii Mici
- Moleşti
- Nimoreni
- Pojăreni
- Puhoi
- Răzeni
- Ruseștii Noi
- Sociteni
- Suruceni
- Ţipala
- Ulmu
- Văratic
- Văsieni
- Zîmbreni